# 10-я кавалерийская дивизия (Российская империя)
10-я кавалери́йская диви́зия — кавалерийское соединение Русской императорской армии.
Штаб дивизии: Харьков. Входила в 10-й армейский корпус, III-й конный корпус.

## История дивизии

### Формирование
Сформирована 27 июля 1875 года в ходе общей реорганизации кавалерии, в составе двух бригад (по 2 полка в каждой).
- 1875—1918 — 10-я кавалерийская дивизия. В конце 1917 г. украинизирована, весной 1918 г. остатки дивизии преобразованы в 3-ю конную дивизию армии Украинской державы.

### Боевые действия
В период Первой мировой войны на этапе стратегического развертывания русских армий в конце июля - начале августа 1914 г. находилась в районе Кременца, и в ходе боя в районе Тарнополя установила присутствие австрийского 11-го корпуса. В ходе сражения у Ярославиц 8 августа 1914 г. нанесла поражение 4-й кавалерийской дивизии Австро-Венгрии. Сражалась в Рава-Русской операции. Дивизия - активная участница Заднестровской операции 26 апреля - 2 мая 1915 г. Активно участвовала в майском наступлении 1916 г.

## Состав дивизии
- 1-я бригада (Сумы)
  - 10-й драгунский Новгородский короля Вюртембергского полк
  - 10-й уланский Одесский полк
- 2-я бригада (Харьков)
  - 10-й гусарский Ингерманландский Е. К. В. Великого Герцога Саксен-Веймарского полк
  - 1-й Оренбургский казачий Е. И. В. Наследника Цесаревича полк
- 3-й Донской казачий артиллерийский дивизион (Чугуев)

## Командование дивизии
(Командующий в дореволюционной терминологии означал временно исполняющего обязанности начальника или командира. Должности начальника дивизии соответствовал чин генерал-лейтенанта, и при назначении на эту должность генерал-майоров они оставались командующими до момента своего производства в генерал-лейтенанты).

### Начальники дивизии
- 27.07.1875 — 10.07.1883 — генерал-майор (с 16.04.1878 генерал-лейтенант) Дедюлин, Александр Яковлевич
- 10.07.1883 — 04.03.1884 — командующий генерал-майор Бодиско, Константин Константинович
- 04.03.1884 — 03.11.1887 — генерал-майор (с 06.05.1884 генерал-лейтенант) Эттер, Николай Павлович
- 23.11.1887 — 27.03.1897 — генерал-майор (с 30.08.1888 генерал-лейтенант) Ребиндер, Александр Максимович
- 16.04.1897 — 25.05.1899 — генерал-майор (с 13.01.1898 генерал-лейтенант) Сухомлинов, Владимир Александрович
- 31.05.1899 — 25.04.1901 — генерал-лейтенант барон фон Штакельберг, Георгий Карлович
- 07.05.1901 — 07.05.1903[7] — генерал-майор Свиты Е. И. В. (с 06.12.1901 генерал-лейтенант) Бибиков, Сергей Ильич
- 25.05.1903 — 07.01.1904 — командующий генерал-майор князь Одоевский-Маслов, Николай Николаевич
- 03.02.1904 — 14.08.1907 — генерал-майор (с 06.12.1906 генерал-лейтенант) Машин, Пётр Александрович
- 21.08.1907 — 09.09.1908 — генерал-лейтенант Верёвкин, Михаил Николаевич
- 09.09.1908 — 29.01.1912 — генерал-лейтенант Раух, Георгий Оттонович
- 25.02.1912 — 03.04.1915 — генерал-майор (с 31.05.1913 генерал-лейтенант) граф Келлер, Фёдор Артурович
- 21.04.1915 — хх.хх.1917 — генерал-майор (с 16.01.1916 генерал-лейтенант) Марков, Василий Евгеньевич
- хх.11.1917 — хх.04.1918 — полковник Барбович, Иван Гаврилович (выборный)

### Начальники штаба дивизии
- 27.07.1875 — 11.01.1881 — полковник Шульц, Карл Эдуардович
- 22.01.1881 — 14.02.1888 — подполковник (с 12.04.1881 полковник) Глазов, Владимир Гаврилович
- 03.03.1888 — 05.06.1888 — полковник Стромилов, Николай Николаевич
- 20.06.1888 — 08.04.1894 — полковник фон Лайминг, Павел Александрович
- 08.04.1894 — 02.10.1899 — полковник Саввич, Павел Сергеевич
- 08.10.1899 — 03.02.1903 — полковник Гончаренко, Михаил Иванович
- 24.02.1903 — 23.02.1910 — полковник Драгомиров, Абрам Михайлович
- 01.03.1910 — 11.12.1913 — полковник Черячукин, Александр Васильевич
- 09.02.1914 — 17.01.1915 — полковник Агапеев, Владимир Петрович
- 17.01.1915 — 30.01.1916 — и. д. подполковник (с 15.06.1915 полковник) Шостаков, Алексей Николаевич
- 30.01.1916 — 27.08.1916 — и. д. полковник Тиличеев, Сергей Михайлович
- 27.08.1916 — 21.12.1916 — полковник Крузенштерн, Оттон Акселевич
- 16.01.1917 — хх.12.1917 — полковник (с 24.09.1917 генерал-майор) Сычёв, Константин Иванович

### Командиры 1-й бригады
- 27.07.1875 — 30.08.1881 — генерал-майор Свиты Амбразанцев-Нечаев, Александр Сергеевич
- 20.09.1881 — 11.12.1881 — генерал-майор Салтыков, Лев Михайлович
- 11.12.1881 — 21.09.1884 — генерал-майор Горячев, Николай Герасимович
- 21.09.1884 — 13.03.1885 — генерал-майор Вольф, Оттон Осипович
- 13.03.1885 — 20.11.1896 — генерал-майор Главацкий, Николай Фёдорович
- 25.11.1896 — 28.11.1897 — генерал-майор фон Баумгартен, Леонтий Николаевич
- 03.12.1897 — 16.01.1901 — генерал-майор Козловский, Михаил Александрович
- 26.03.1901 — 09.12.1904 — генерал-майор Савенков, Фёдор Андреевич
- 24.12.1904 — 27.04.1906 — генерал-майор Зарубин, Николай Александрович
- 14.04.1906 — 26.07.1908 — генерал-майор Зенкевич, Виктор Семёнович
- 14.08.1908 — 01.05.1910 — генерал-майор Рутковский, Александр Константинович
- 13.05.1910 — 21.04.1915 — генерал-майор Марков, Василий Евгеньевич
- 08.10.1917 — хх.хх.1918 — командующий полковник Эммануэль, Александр Николаевич

### Командиры 2-й бригады
- 27.07.1875 — 15.05.1883 — генерал-майор Офросимов, Илья Фёдорович
- 26.06.1883 — 31.03.1884[8] — генерал-майор фон Гойер, Владимир Александрович
- 07.05.1884 — 06.10.1888 — генерал-майор Хрещатицкий, Ростислав Александрович
- 14.11.1888 — 17.02.1895 — генерал-майор Санников, Сергей Иванович
- 01.03.1895 — 03.02.1900 — генерал-майор Короченцов, Василий Петрович
- 06.03.1900 — 19.11.1907 — генерал-майор Авдеев, Николай Васильевич
- 11.02.1908 — 19.07.1914 — генерал-майор Хитрово, Владимир Михайлович
- 25.07.1915 — 24.03.1917 — генерал-майор Тимашев, Леонид Петрович
- 19.05.1917 — хх.хх.хххх — командующий полковник Чеславский, Василий Владимирович

### Дивизионная артиллерия

#### Командиры 17-й конно-артиллерийской батареи
17-я конно-артиллерийская батарея была сформирована 17 августа 1875 г. и приписана к 10-й кавалерийской дивизии. 16 января 1896 г. вошла в состав 10-го конно-артиллерийского дивизиона.
- 29.09.1875 — 29.07.1879 — полковник Мамаев, Михаил Григорьевич
- 29.07.1879 — 13.01.1892 — подполковник (с 30.08.1881 полковник) Оводов, Александр Николаевич
- 03.02.1892 — 01.04.1896 — подполковник (с 30.08.1894 полковник) Фаленберг, Фёдор Петрович

#### Командиры Донской казачьей № 3-го конно-артиллерийской батареи
Батарея была сформирована 17 августа 1875 г. и приписана к 10-й кавалерийской дивизии.
- хх.хх.1876 — 01.12.1878 — подполковник Калинин, Николай Матвеевич
- 01.12.1878 — 19.11.1881 — подполковник Курапов, Яков Алексеевич
- 19.11.1881 — 22.09.1884 — подполковник Марков, Пётр Петрович
- 22.09.1884 — 12.08.1887 — подполковник Тихонов (Тиханов), Василий Филиппович
- 12.08.1887 — 08.08.1890 — войсковой старшина Кравцов, Александр Михайлович
- 08.08.1890 — 11.09.1893 — войсковой старшина Замчалов, Илларион Иосифович
- 11.09.1893 — 25.08.1896 — полковник Тихонов (Тиханов), Василий Филиппович

### Командиры 10-го конно-артиллерийского дивизиона
Дивизион был сформирован 1 апреля 1896 года путем включения в него 17-й конно-артиллерийской и 3-й Донской казачьей батарей, ранее приписанных к той же 10-й кавалерийской дивизии. 25 октября 1903 года 10-й кон.-арт. дивизион этого состава был расформирован. 
- 01.04.1896 — 11.08.1900 — полковник Слепушкин, Владимир Тарасович
- 24.08.1900 — 08.01.1903 — полковник Муратов, Семён Дмитриевич
- 08.01.1903 — 28.02.1904 — полковник Садовский, Яков Александрович

### Командиры 3-го Донского казачьего артиллерийского дивизиона
Дивизион сформирован 25 октября 1903 года путем включения в него 2-й и 3-й Донских казачьих батарей.
- 11.02.1904 — 14.06.1904 — полковник Золотарёв, Иван Иванович
- 29.06.1904 — 10.12.1909 — полковник Кузнецов, Николай Михайлович
- 01.03.1910 — 18.12.1910 — полковник Чеботарёв, Порфирий Григорьевич
- 15.01.1911 — 09.01.1915 — полковник Персиянов, Андрей Андреевич
- 09.01.1915 — 18.02.1917 — полковник Лекарев, Михаил Васильевич
- 18.02.1917 — хх.хх.1918 — войсковой старшина (с 27.09.1917 полковник) Кучеров, Николай Алексеевич